# Soldador de propano

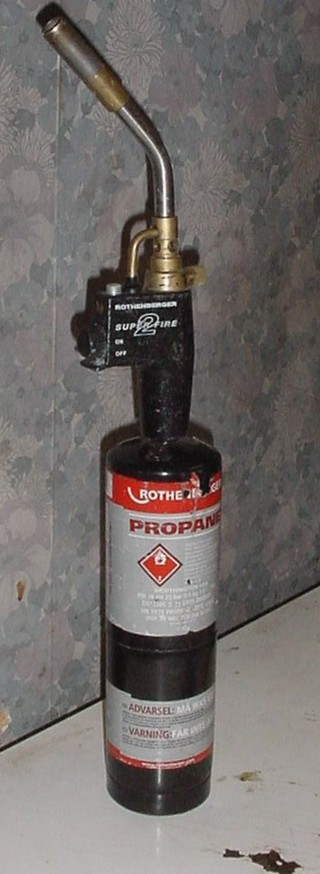
Antorcha de mano de propano

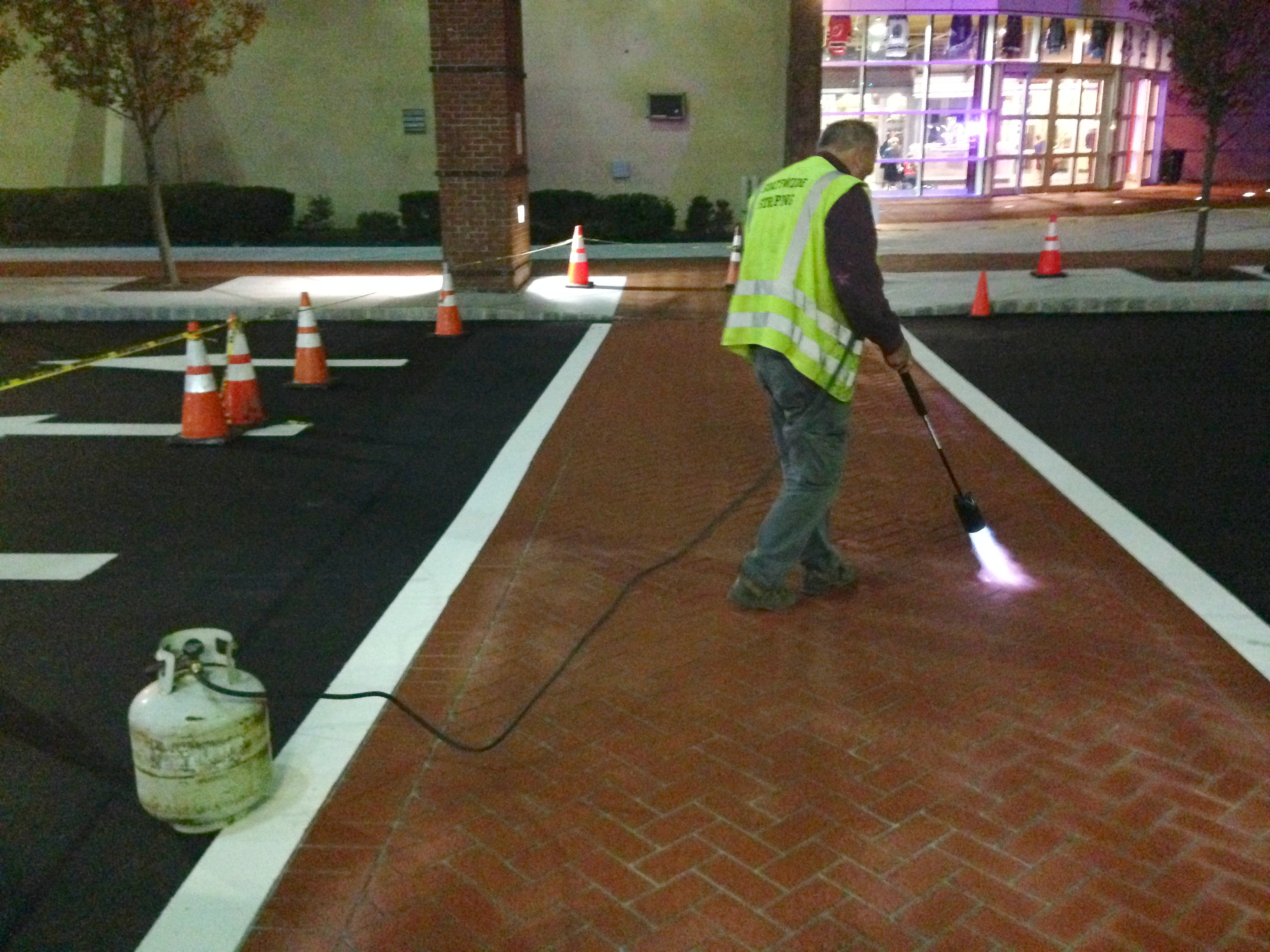
Antorcha grande de propano utilizada en la construcción

Un soldador de propano o antorcha de propano, es una herramienta que se utiliza normalmente para la aplicación de una llama o calor y que utiliza como combustible, el propano, o algún otro gas de hidrocarburo. El propano pertenece a un grupo de subproductos de las industrias del gas natural y del petróleo conocidos como gases licuados de petróleo o GLP. Las antorchas de propano (o de otros combustibles) se utilizan a menudo en la industria de equipamientos ( aire acondicionado, radiadores de coche ), construcción en general, fontanería y fabricación de metales.

## Mezclas y combustibles
El propano es a menudo el combustible de elección por su bajo precio, facilidad de almacenamiento y disponibilidad, de ahí el nombre de "antorcha de propano". Un gas similar, conocido como MAPP-gas o MAP-PRO, es parecido al propano, pero se quema a mayor temperatura. Generalmente se encuentra en un contenedor amarillo, en oposición al azul, negro o verde del propano. Los gases combustibles alternativos pueden ser más difíciles de almacenar y más peligrosos para el usuario. Por ejemplo, el acetileno necesita un material poroso mezclado con acetona al depósito por razones de seguridad y no se puede utilizar por encima de cierta presión. El gas natural es un combustible común para cocinar y calentar el hogar, pero no se puede almacenar en forma líquida sin refrigeración criogénica.

## Mecanismo
Las pequeñas antorchas de aire a presión atmosférica normalmente utilizan el efecto Venturi para crear un diferencial de presión que hace que el aire entre en la corriente del gas a través de agujeros de entrada de un tamaño preciso, similar a como funciona el carburador de un coche. El combustible y el aire se mezclan suficientemente, en el tubo del quemador antes de llegar a la parte frontal de la llama, pero a menudo de manera imperfecta. La llama también recibe un poco más de oxígeno del aire que la rodea. Las antorchas alimentadas con oxígeno a presión utilizan la alta presión del oxígeno almacenado para empujarlo hacia un tubo común con el combustible.

## Usos

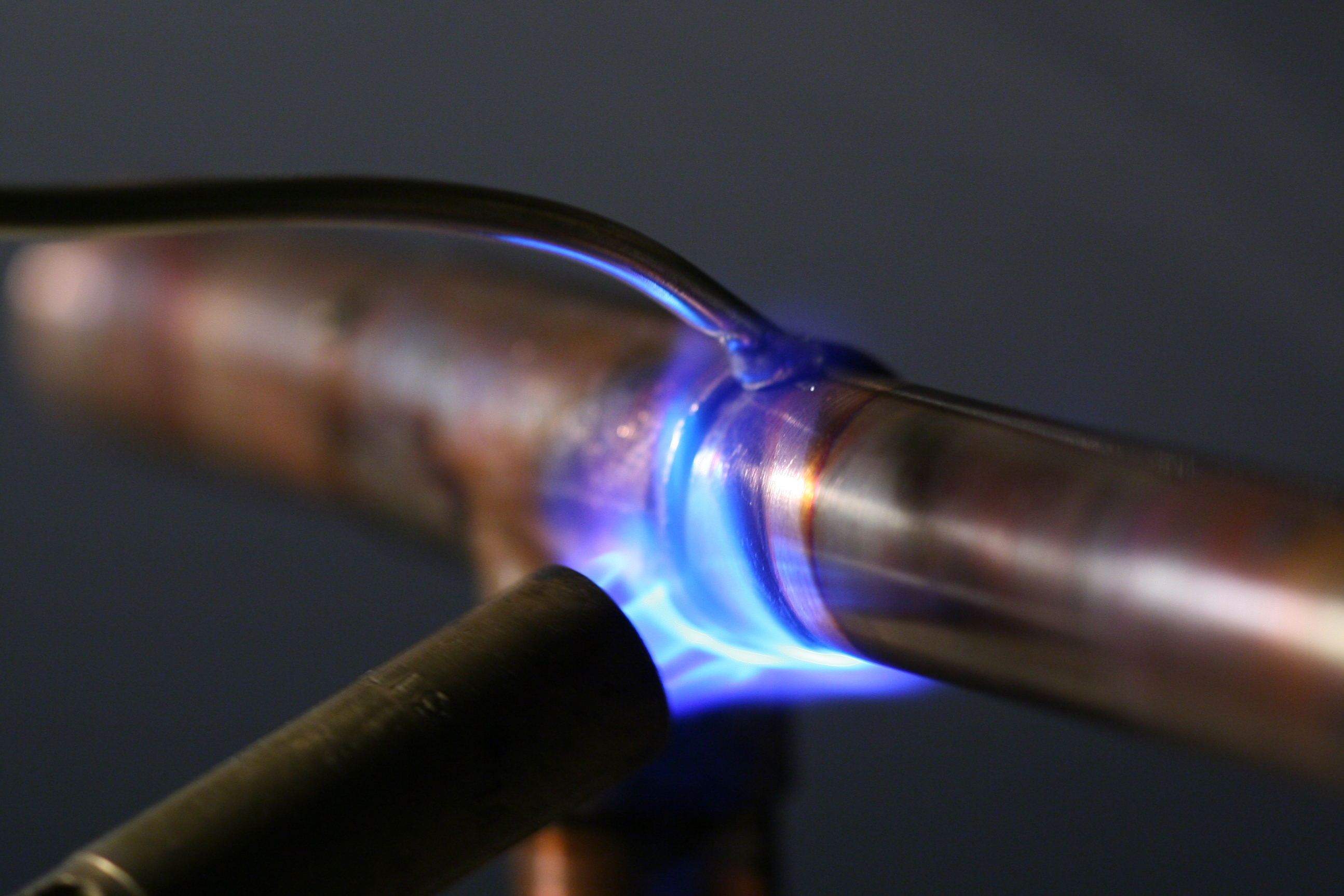
Antorcha de propano de mano que se utiliza para soldar tuberías de agua de cobre

Las antorchas de propano se utilizan frecuentemente para soldar las tuberías de agua de cobre. También se pueden utilizar para aplicaciones de soldadura a baja temperatura, así como para soldar metales diferentes. También se pueden utilizar para recubrir o calentar metales, para doblarlos más fácilmente, para doblar vidrio y para hacer pruebas de llama .

## Combustión completa e incompleta
Con las antorchas de oxígeno/propano, la relación aire/combustible puede ser muy inferior. La ecuación estequiométrica para la combustión completa del propano con un 100% de oxígeno es:
C 3 H 8 + 5 (O 2) → 4 (H2O) + 3 (CO 2)
En este caso, los únicos productos son el CO2 y el agua. La ecuación equilibrada muestra utilizar 1   mol de propano por cada 5 moles de oxígeno.
Con las antorchas de aire/combustible, ya que el aire contiene aproximadamente un 21% de oxígeno, se debe utilizar una proporción muy grande entre el aire y el combustible para obtener la temperatura máxima de la llama con el aire. Si el propano no recibe suficiente oxígeno, se deja que no se queme parte del carbono del propano. Un ejemplo de combustión incompleta que utiliza 1 mol de propano por cada 4 moles de oxígeno:
C 3 H 8 + 4 (O 2) → 4 (H2O) + 2 (CO 2) + 1 C
El producto extra en carbono hará que se forme hollín y, cuando menos oxígeno se utilice, más deposición de hollín se formará. Hay otras relaciones desequilibradas donde se forman productos de combustión incompletos como el monóxido de carbono (CO), tales como:
6 (C 3 H 8) + 29 (O 2) → 24 (H2O) + 16 (CO 2) + 2 CO

### Temperatura de la llama
Una antorcha solo con aire quemará a unos 1.995 °C (3.623 °F), o Incluso algo menos si se tiene en cuenta la pérdida de calor en los alrededores. Las antorchas para fabricar perlas de vidrio, que son esencialmente quemadores Bunsen con una bomba de aire añadida, solo pueden alcanzar temperaturas de funcionamiento reales de 1.100 °C (33.980  F). Las antorchas alimentadas con oxígeno pueden llegar hasta 2.820 °C (5.110  F), dependiendo de la relación combustible-oxígeno y si se utiliza MAPP o gas propano. Las temperaturas reales de la llama son generalmente más bajas debido a la combustión incompleta y la pérdida de calor alrededor de la boquilla.